# Out of Love
Out of Love è una canzone del gruppo musicale rock Toto, primo singolo estratto (uno dei singoli inediti) dal greatest hits Past to Present 1977-1990.

## Informazioni
La canzone fu scritta da Steve Lukather e da Jean-Michel Byron, ed è una delle canzoni più di successo della band, nonché uno dei singoli più venduti degli inizi anni novanta. Il singolo arrivò ventiseiesimo nella MegaCharts e ventesimo nell'ARIA Charts. Il brano è una classica ballad del gruppo, e per la stilistica somiglia a Purple Rain di Prince. Il brano fu inserito anche nella raccolta di ballad del gruppo Best Ballads del 1996.

## Videoclip
Il video mostra la band che suona in un bar, e fra le tante apparizioni del video ci sono anche persone che pensano alle persone amate, tra cui un anziano nel bar, e una giovane ragazza che rilegge una lettera d'amore, che si rivela dalle parole poi essere il testo della canzone.

## Il B-Side Moodido
Il brano presente sul B-Side del singolo è Moodido, brano strumentale composto dalla band nel 1984 per le Olimpiadi. La canzone fu usata durante le olimpiadi per gli incontri di boxe, è uno dei brani introvabili della band insieme a The Seventh One, composto dopo la pubblicazione dell'omonimo album nel quale quindi non fu inserito.

## Tracce

### Versione Mondiale
1. Out of Love
2. Moodido

### Versione Intera
1. Out of Love
2. Moodido
3. I'll Supply the Love

## Formazione
- Jean-Michel Byron- voce primaria
- Steve Lukather- chitarra elettrica e voce secondaria
- David Paich- tastiera e voce secondaria
- Mike Porcaro- basso elettrico e voce secondaria
- Jeff Porcaro- percussioni